# Lagrán
Lagrán község Spanyolországban, Arabában. Lakosainak száma 170 fő (2024).

## Földrajza
Lagrán Ábalos, Laguardia, Peñacerrada-Urizaharra, Condado de Treviño, Bernedo és Samaniego községekkel határos.

## Népesség
A település lakosságának változását az alábbi diagram mutatja:
| Lakosok száma | 199  | 195  | 191  | 186  | 184  | 161  | 168  | 157  | 171  | 170  |
|               | 2001 | 2004 | 2006 | 2009 | 2011 | 2014 | 2016 | 2019 | 2021 | 2024 |